# 比爾 (瑞士)

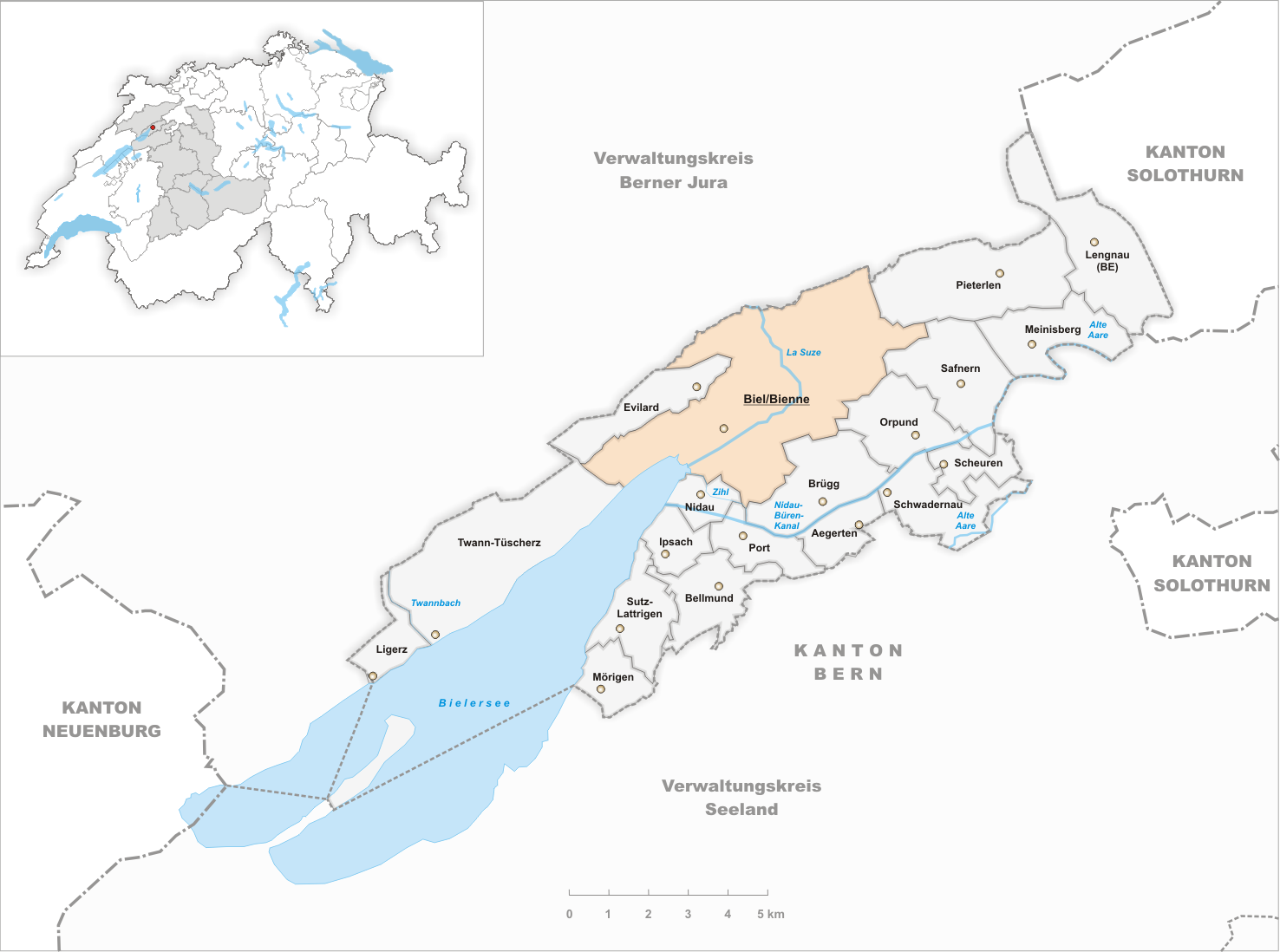
比尔市地图

比爾（德語：Biel）是位於瑞士西北部的一座城市。屬伯恩州。比爾是一個雙語城市，也是瑞士最大的雙語城市，德語和法語都是比爾的官方語言。位於汝拉山腳下，比爾湖畔。

## 外部連結
- 官方網站 （页面存档备份，存于）